# Castellana Grotte
Castellana Grotte – miejscowość i gmina we Włoszech, w regionie Apulia, w prowincji Bari. Według danych na styczeń 2009 gminę zamieszkiwały 19 292 osoby przy gęstości zaludnienia 283,9 os./1 km².
Nazwa miejscowości pochodzi od systemu kilku grot, które odkryto w jej pobliżu w 1938 (Franco Anelli i Vito Matarrese). Groty te są obecnie ogromną atrakcją turystyczną. Największa z grot jest grotą otwartą - ma naturalnie otwarte sklepienie i dlatego była znana już wcześniej, ale dopiero Anelli zbadał ją i odkrył resztę grot. Wcześniej, pierwsza grota była wykorzystywana przez miejscowych mieszkańców jako śmietnik.

## Linki zewnętrzne

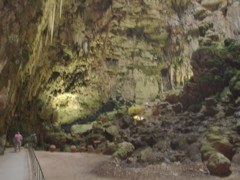
Jedna z grot